# کریستیان کوپکه
کریستیان کوپکه (انگلیسی: Christiane Köpke؛ زادهٔ ۲۴ اوت ۱۹۵۶) قایقران روئینگ اهل آلمان شرقی بود.
وی در مسابقات کشوری و بین‌المللی در مجموع برندهٔ ۳ مدال طلا، ۱ مدال نقره شده‌است.